# ادوین مایرز
ادوین مایرز (انگلیسی: Edwin Myers; ۱۸ دسامبر ۱۸۹۶ – ۳۱ اوت ۱۹۷۸) ورزشکار دو و میدانی اهل ایالات متحده آمریکا بود.